# SMS V 2
V 2 – niemiecki niszczyciel z okresu I wojny światowej. Druga jednostka typu V 1. Brał udział w bitwach koło Helgolandu i  na Dogger Bank. W okresie międzywojennym pozostawał w składzie Reichsmarine. 25 marca 1930 sprzedany stoczni złomowej.